# Adama Coulibaly
Adama Coulibaly   (Bamako, 10 d'octubre de 1980) és un exfutbolista malià de la dècada de 2000.
Fou internacional amb la selecció de futbol de Mali. Pel que fa a clubs, destacà a Djoliba, RC Lens i AJ Auxerre.